# Андижан (аэропорт)
Международный аэропорт Андижан имени Бабура (узб. Andijon Xalqaro Aeroporti), Военный аэродром Андижан — аэродром совместного базирования, международный аэропорт города Андижан имени Бабура в Андижанской области Республики Узбекистан. Расположен на юго-западной окраине одноимённого города Андижан.

## История
Аэродром был открыт в 1954 году.
Во времена Узбекской ССР аэропорт имел авиасообщение как с городами республики, так и с другими советскими городами. В период с ноября 1954 года по май 1992 года на аэродроме базировался 9-й гвардейский истребительный авиационный Одесский Краснознамённый, ордена Суворова полк. На вооружении полка имелись самолёты МиГ-15, МиГ-17, МиГ-19П, Су-15 и Су-27. После обретения Узбекистаном независимости, на базе полка был образован 62-й истребительный авиационный полк ВВС Узбекистана, в то же время в аэропорту стала базироваться национальная авиакомпания страны — «Uzbekistan Airways».
В 2015 году Андижанскому аэропорту был присвоен статус Международного аэропорта.
В 2018 году аэропорт был закрыт на реконструкцию, а в 2019 году возобновил работу.
В 2020 году международный аэропорт Андижана получил имя Захир-ад-дин Мухаммад Бабур — тимурида, основателя империи Великих Моголов.
В 2019 году появились планы превратить Андижанский аэропорт в «эко-аэропорт», то есть перестроить аэропорт для того, чтобы затраты на электроэнергию инфраструктуры максимально обеспечивалась за счёт возобновляемых источников энергии. 
К 2020 году взлетно-посадочная полоса имела размеры 2985 x 44 метров, реконструкция затрагивает новую постройку взлётно-посадочной полосы 3400 x 60 метров, рулевые дорожки и перроны на 7 судов.  
1 апреля 2023 года аэропорт закрыли на масштабную перестройку всего комплекса. 
В марте 2025 года в аэропорту завершился первый этап реконструкции, в рамках которого окончено строительство значительной части аэродромного комплекса, включающего в себя новую взлетно-посадочную полосу категории 4Е длиной 3 400 метров и шириной 60 метров, также, ведутся строительно-монтажные работы по установке радиолокационного, метеорологического и светосигнального оборудования CAT-II ICAO. Что позволит обслуживать на перроне одновременно до 10 самолётов и обеспечит прием воздушных судов в темное время суток и при неблагоприятных погодных условиях. В свою очередь, это даст возможность увеличить количество рейсов и пассажиропоток в город Андижан и Ферганскую долину.                                                                                                                                                            Стоит отметить, что в Андижане новые элементы покрытия аэродрома (взлетно-посадочная полоса, РД и перрон) построены из цементобетона, это позволит аэропорту принимать без ограничений широкофюзеляжные самолеты типа Boeing 787, 747, Airbus A330 и классом ниже.                                                                                                                                                                           Классификационное число, определяющее несущую способность покрытия аэродрома, скоростной РД, рулежных дорожек и перрона:  PCN - 64R/B/W/T. 

## Пункты назначения
| Авиакомпания       | Направления                                                                       |
| ------------------ | --------------------------------------------------------------------------------- |
| Uzbekistan Airways | Москва (Внуково), Новосибирск, Санкт-Петербург, Красноярск, Тюмень, Омск, Ташкент |
| ИрАэро             | Москва (Домодедово), Уфа, Иркутск, Новосибирск, Нижневартовск                     |
| Ютэйр              | Сургут                                                                            |